# HMS Decoy (D106)
Pour les autres navires du même nom, voir HMS Decoy.
Pour les articles homonymes, voir BAP Ferré.
Le HMS Decoy (pennant number : D106) était un destroyer de classe Daring, construit par Yarrow Shipbuilders pour la Royal Navy britannique pendant la Seconde Guerre mondiale. Il a été achevé en 1953. Il a été en service dans la Royal Navy de 1953 à 1969, puis vendu à la marine péruvienne où il a servi sous le nom de BAP Ferré (DM-74) de 1973 à 2007.

## Conception
La classe Daring était une évolution des destroyers de classe Battle, plus grands et avec un armement plus lourd, organisé autour de trois tourelles jumelées. Seize navires de classe Daring ont été commandés dans le cadre du programme 1944 de constructions de guerre. Le HMS Decoy était l’un des six navires commandés le 16 février 1945, faisant suite aux dix navires commandés précédemment. Mais sur les seize, seuls huit ont vu leur commande confirmée, le 29 mars 1945. Les huit autres ont été annulés en décembre 1945 avant que leur quille soit posée, devenus inutiles en raison de la fin de la Seconde Guerre mondiale. Trois autres navires ont été construits par l’Australie,. Leur taille et leurs capacités ont rendu les navires capables d’effectuer des tâches auparavant réservées aux croiseurs légers, et comme la classification en destroyers a été initialement considérée comme inappropriée, ils ont été appelés « croiseurs de classe Daring » pour la première partie de leur carrière.
Dans leur conception, les navires de la classe Daring avaient un déplacement standard de 2 950 tonnes, et un déplacement de 3 580 tonnes à pleine charge. Leur longueur hors-tout était de 118,87 m, de 114,30 m à la ligne de flottaison et de 111,56 m entre perpendiculaires, avec une largeur de 13,11 m et un tirant d'eau de 3,96 m.
Le navire était de construction partiellement soudée (certains des navires de classe Daring étaient entièrement soudés, mais Yarrow n’avait pas d’installations pour construire des navires entièrement soudés), et l’aluminium était utilisé pour les cloisons internes. C’était l’une des premières utilisations de ce matériau dans un navire de la Royal Navy.
La propulsion se composait de deux chaudières Babcock & Wilcox reliées à des turbines à vapeur à engrenages English Electric à double réducteur, qui fournissaient 54000 ch (40 000 kW) aux deux arbres d'hélice. La vitesse maximale était de 34 nœuds (63 km/h).
L’armement principal se composait de six canons de marine de 4,5 pouces QF Mark V (113 mm), à double usage, disposés en trois tourelles jumelées totalement fermées, deux situées à l’avant, et la troisième à l’arrière. Pour la lutte antiaérienne, les navires étaient équipés de six canons Bofors 40 mm, ce qui constituait une réduction par rapport aux huit qui étaient prévus en temps de guerre. Ils étaient disposés en deux affûts STAAG stabilisés, et un affût Mark V (ou « utilitaire ») plus simple et non stabilisé. Au moment de la construction, le système de pointage des canons était le plus avancé de la Royal Navy, étant complètement contrôlé par radar pour les canons principaux et antiaériens. Les canons étaient considérés, à l’époque, comme très précis avec une cadence de tir élevée. Deux ensembles de 5 tubes lance-torpilles de 21 pouces (533 mm) ont été installés, ainsi qu’un mortier triple anti-sous-marins Squid avec 30 coups,. Un blindage pare-éclats de 9,5 mm d’épaisseur protégeait le pont, les tourelles des canons et les circulaires des tourelles, tandis que les passages de câbles électriques étaient protégés par un blindage de 6,4 mm.

## Engagements
Le HMS Decoy devait à l’origine s’appeler Dragon,. Il a été construit au chantier naval de Yarrow Shipbuilders à Scotstoun. Sa quille a été posée le 22 septembre 1946, il a été lancé le 29 mars 1949 et achevé le 28 avril 1953.

### Dans la Royal Navy
Quelques semaines après sa mise en service, le HMS Decoy a participé à la Fleet Review à Spithead pour célébrer le couronnement de la reine Élisabeth II en 1953. En septembre 1954, avec les trois autres navires de classe Daring à courant alternatif (les Diamond, Diana et Duchess), il a été déployé dans la Mediterranean Fleet. En 1956, il fait partie de la force de la Royal Navy envoyée lors de la crise du canal de Suez. Le 4 septembre 1957, il s’échoue dans le port de Portland, dans le Dorset, en raison d’une défaillance de son gouvernail. Plus tard ce mois-là, le Decoy retourna en mer Méditerranée dans le cadre du 5th Destroyer Squadron, où il resta jusqu’en juillet 1958.

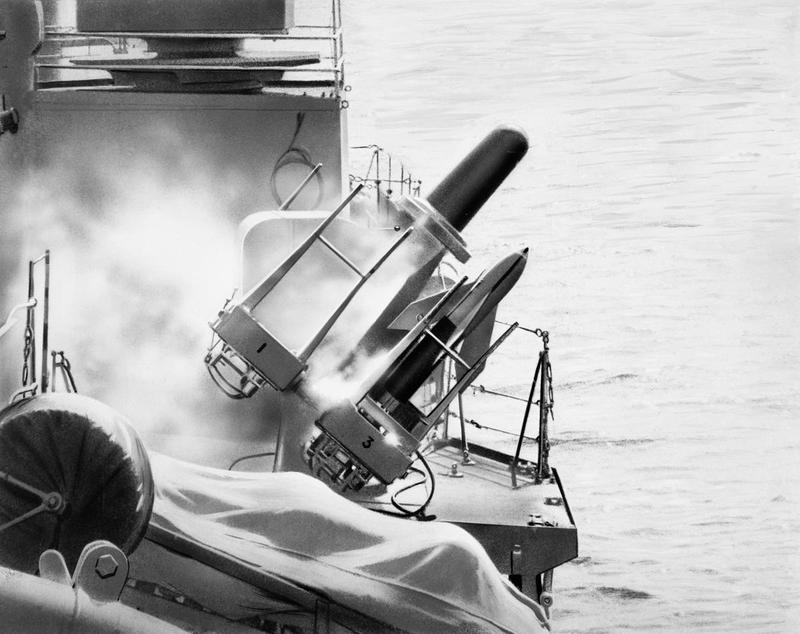
Essais de missiles Seacat à bord du HMS Decoy, 1961 (IWM A 34404)

De 1960 à 1962, le destroyer a effectué les essais du nouveau système de missiles Seacat de la Royal Navy. Il était équipé d’un lanceur quadruple sur l’arrière bâbord, qui a été retiré à la fin des essais,.
Après un carénage à l’arsenal de Devonport, le HMS Decoy est remis en service le 9 avril 1963 et il rejoint le 21st Escort Squadron avec les Berwick, Dido, Corunna et Cavendish.
En 1966, il est mis en réserve et termine un long carénage à l’arsenal de Portsmouth. Il est remis en service le 15 août 1967 pour servir aux Antilles et en Extrême-Orient. Avant de naviguer, il a assisté aux Portsmouth Navy Days cette année-là. En 1968, il escorte un navire battant pavillon de Hong Kong jusqu’à Gibraltar, à la demande du capitaine du navire, après des troubles à bord.

### Dans la marine péruvienne

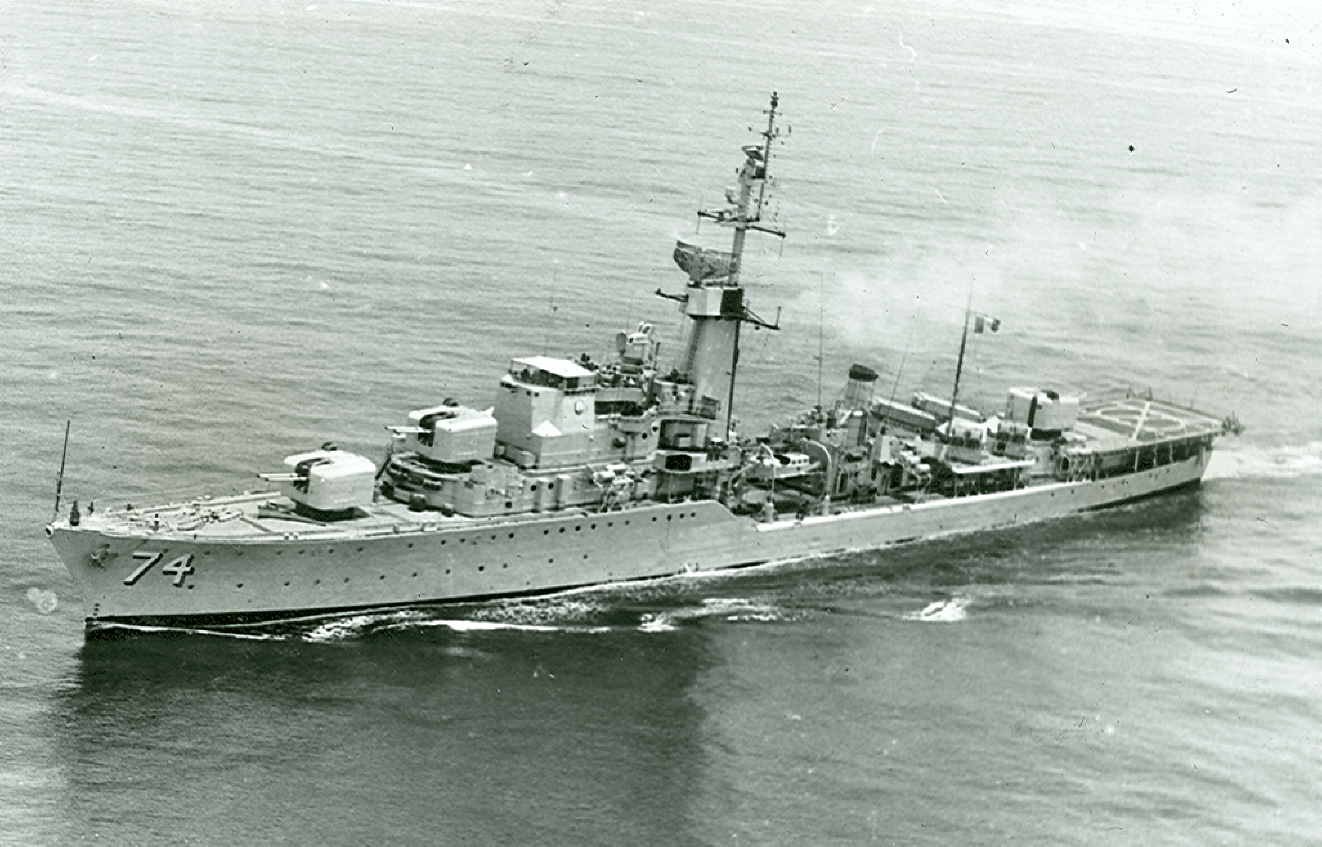
Le BAP Ferre en 1974

Après avoir été désarmé, il a été vendu au Pérou en 1969 avec son sister-ship Diana. Il a été rebaptisé d’après Diego Ferré, un héros de guerre mort à la bataille d'Angamos pendant la guerre du Pacifique.
Avant d’entrer en service dans la marine péruvienne, il a subi un carénage majeur, effectué par Cammell Laird à Birkenhead entre 1970 et 1973. Les travaux effectués au cours de ce carénage comprenaient :
- La reconstruction du mât avant pour l’installation du radar de recherche aérienne Plessey AWS-1.
- L’Installation de huit missiles antinavire Exocet MM-38 à la place du Close Range Blind Fire Director à l’avant de la tourelle X.

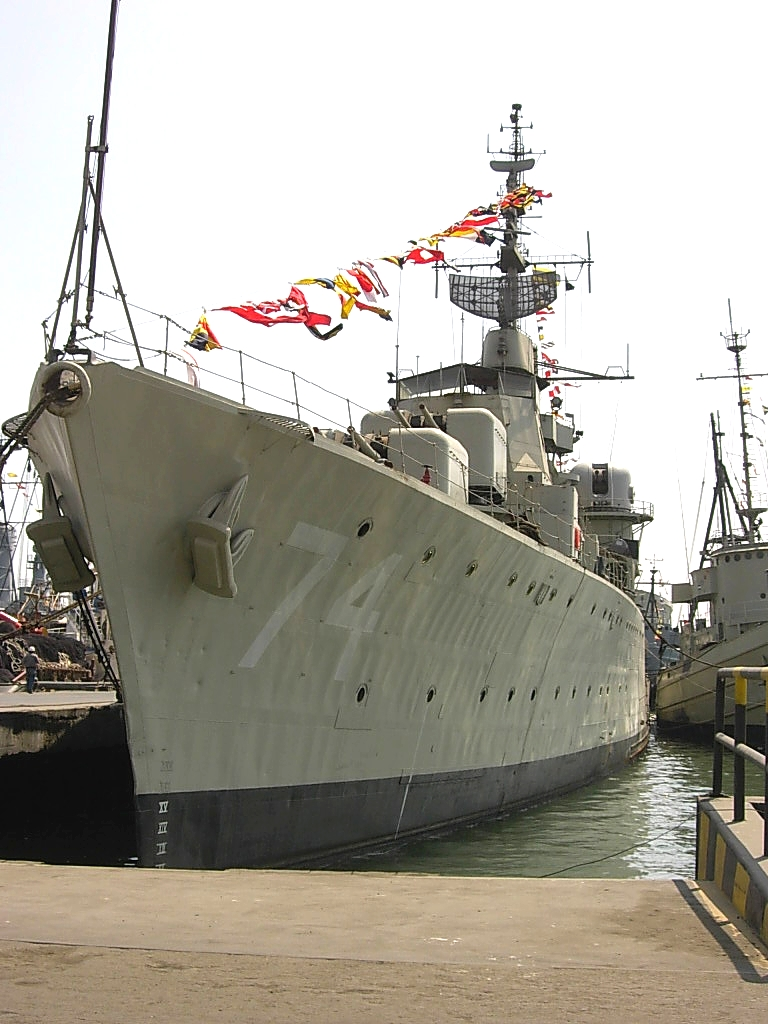
Le BAP Ferre à la base navale de Callao en 2007

Une fois la reconstruction terminée, le BAP Ferré a été mis en service dans la marine péruvienne en avril 1973. D’autres travaux ont été effectués sur le navire par les chantiers navals SIMA à Callao comme suit :
- En 1975-76, le mortier anti-sous-marins Squid a été retiré, et une plate-forme d’atterrissage pour hélicoptères a été installée.
- En 1977-1978, deux tourelles de canons compacts jumelés OTO Melara DARDO 40 mm L70 ont été installés, de même que le système de conduite de tir AESN NA-10 et un radar de conduite de tir AESN RTN-10X.

Le Ferré a testé son système Exocet contre le BAP Villar (ex-USS Benham) après que celui-ci ait été retiré du service péruvien.
Après avoir servi dans deux marines pendant 54 ans, le Ferré a été désarmé le 13 juillet 2007.